# Financière Saint-Germain
La Financière Saint-Germain est une holding française créée par le financier algéro-français Prosper Amouyal en 1994.

## Histoire
2004 : la manufacture de porcelaine Haviland.
2005 : les cristalleries royales de Champagne à Bayel (Aube).
2005 : l'orfèvrerie Félix à Portet-sur-Garonne (Haute-Garonne), l'orfèvre toulousain Felix.
En 2006 la holding est un temps candidate au côté Euromédia à la reprise du journal quotidien France-Soir.
En 2008 la FSG acquiert auprès du groupe de luxe suisse Art & Fragrances pour 20,5 millions de francs suisses 49,2 % de la cristallerie Lalique, à Wingen-sur-Moder dans le Bas-Rhin.
En juillet 2009 la holding est sur les rangs face au groupe Borletti (Rinascente, Le Printemps) et le groupe BKC (Bernard Krief Consulting) pour la reprise de la maison de couture Christian Lacroix, mais ce rachat ne se fera pas.
En mai 2009 rachète à Axa Private Equity la verrerie Lorraine Daum.
En janvier 2011 FSG cède à Art & Fragrance les 49,2 % de part pour 20,5 millions d'euros qu'il détenait dans la cristallerie Lalique, soit le même prix que celui de l'achat. Art & Fragrance détient à nouveau 99,3 % de la maison Lalique.